# زول (قائنات)
زول روستایی در دهستان قائن بخش مرکزی شهرستان قائنات استان خراسان جنوبی ایران است. بر پایه سرشماری عمومی نفوس و مسکن در سال ۱۳۹۰ جمعیت این روستا ۸۱۵ نفر (در ۲۶۱ خانوار) بوده‌است.